# RAN (シンガー)
RAN（ラン）は、ZEAL PRODUCTION所属の女性シンガー。

## 概要
全日本カラオケグランプリ準優勝。

### 配信シングル
- I BELIEVE
- Fusion Love

### 会場限定CD
- 『I BELIEVE , Fusion Love』

## 出演

### ライブ
- WORLDWIDE2013summer
- WORLDWIDE2014winter
- WORLDWIDE2014summer
- WORLDWIDE2015winter
- 東京タワー「タワーボーイズライブ」
- クリスマスチャリティーライブ
- ららぽーと豊洲野外イベント
- 新橋こいち祭り　ＳＬステージ
- 五井グランドホテル　ディナーショー

### ミュージカル
- ZEALダンスミュージカル「Step of Life」
- ZEALダンスミュージカル「Gift of Dreams　〜夢の翼を広げて〜」